# Bayersoiener See
Der Bayersoiener See – umgangssprachlich Soier See oder auch Soiener See – ist ein 22,5 Hektar großer See in den Ammergauer Alpen. Er liegt auf dem Gebiet der Gemeinde Bad Bayersoien im Landkreis Garmisch-Partenkirchen in Oberbayern und ist Teil des Landschaftsschutzgebietes Inschutznahme des Soiener Sees und seiner Umgebung, das auch die Landschaft einschließt, die durch seine starke Verlandung entstanden ist, sowie des FFH-Gebiets Moränenlandschaft zwischen Staffelsee und Baiersoien. Bei einem Volumen von 448.000 Kubikmeter errechnet sich eine mittlere Tiefe von 1,99 Metern. Die maximale Tiefe beträgt 2,5 Meter.
Der Bayersoiener See ist ein Moorsee, der seine Entstehung dem Rückzug der Gletscher während der Würmeiszeit verdankt. Das in den Kurbetrieben des Moorheilbades Bad Bayersoien für die Schlammbäder benötigte Material wird jedoch nicht aus dem See gewonnen. Man verwendet dazu alpines Bergkiefern-Hochmoor, das an verschiedenen Moorlöchern in den Ammergauer Alpen abgebaut wird.
Seine Lage im Pfaffenwinkel und sein mildes, moorhaltiges Wasser, das sich durch die geringe Tiefe des Sees sehr schnell erwärmt, machen den Bayersoiener See
zu einem beliebten Badesee. Die Wasserqualität wird durch regelmäßige Messungen überwacht. Der Badebereich mit Kiosk, großer Liegewiese und Bootsverleih befindet sich an seinem Südufer. Sportfischer schätzen den reichen Fischbestand des Sees und für Wanderer hat man den 2,5 Kilometer langen Rundweg um den See zu einem Naturlehrpfad ausgebaut, der Kenntnisse über die Entstehung des Sees und die heimische Flora und Fauna vermittelt.